# 서거차항
서거차항(西巨次港, Seogeocha Fishing Port)은 전라남도 진도군 조도면 서거차도리, 서거차도 섬에 있는 어항이다. 1971년 12월 21일 국가어항으로 지정되었다. 관리청은 해양수산부 서해어업관리단, 시설관리자는 진도군수이다.

## 연혁
- 서거차항은 1932년 지방민들의 소규모 연승어업을 시작으로 1944년 고등어, 농어 등의 어장을 개발하면서 연중 조업을 하게 되었고, 근래에는 민어, 삼치 등의 어장이 발견되어 활발한 조업이 계속 이루어지고 있다.[1]
- 흑산도, 거문도, 제주도의 중앙부에 위치하고 있는 서거차항은 동남쪽을 제외한 주위가 야산으로 둘러 싸여 있어 북풍을 막아주며 안정적인 항세를 유지할 수 있다. 서거차항은 1972년 기본시설에 대한 계획을 수립한 후 1984년 완공했으며, 1998년 시설계획을 조정했다.[2]

## 어항구역
서거차항의 어항구역은 다음과 같다.
- 수역[3]
  - 동방파제 기부에서 항도 남동측 돌출부 선단을 연결하는 선을 따라 형성된 공유수면
- 육역[4]
  - 전라남도 진도군 조도면 서거차도리 210-1 외 4필지(상세내역은 생략)